# أنتوني جون كوكي
أنتوني جون كوكي (بالإنجليزية: Anthony John Cooke)‏ هو ملحن بريطاني، ولد في 29 يناير 1931 في برمنغهام في المملكة المتحدة، وتوفي في 6 أكتوبر 2012.